# Куропти
Куропти (рос. Куропти) — присілок в Приморському районі Архангельської області Російської Федерації.
Населення становить 5 осіб. Входить до складу муніципального утворення Уемське поселення.

## Історія
Від 2004 року входить до складу муніципального утворення Уемське поселення.

## Населення
| 2002 | 2010 | 2012 |
| ---- | ---- | ---- |
| 5    | ↘1   | ↗5   |